# Regione di Androy
La regione di Androy è una regione della provincia di Toliara, nel Madagascar meridionale.
Il capoluogo della regione è Ambovombe.

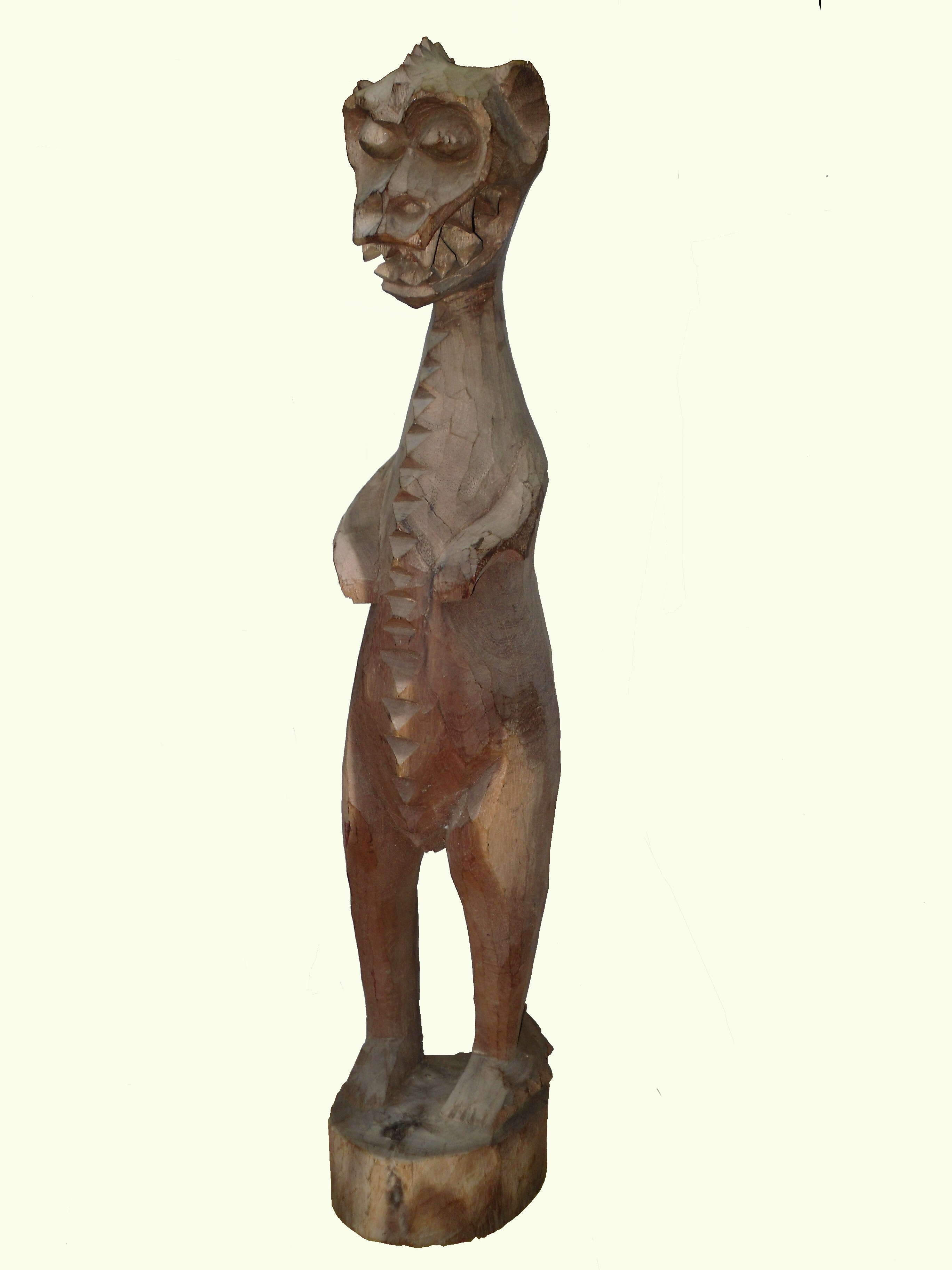
Makonde Madagascar Antandroy

Ha una popolazione di 476 600 abitanti distribuita su una superficie di 19317 km².

## Geografia antropica

### Suddivisioni amministrative
La regione è suddivisa in quattro distretti:
- distretto di Ambovombe
- distretto di Bekily
- distretto di Beloha
- distretto di Tsihombe